# آراووالا
آراووالا (به لاتین: Arawwala) یک منطقهٔ مسکونی در سری‌لانکا است که در ناحیه کلمبو واقع شده‌است.